# 달의 요정 세일러문 (만화)
《미소녀전사 세일러문》(일본어: 美少女戦士セーラームーン 비쇼죠센시 세라문[*])은 일본의 만화가 타케우치 나오코의 만화 및 이 만화를 원작으로 하는 애니메이션 작품이다. 한국어판 만화와 한국어 더빙 애니메이션은 《달의 요정 세일러문》으로 번역되었다.

## 줄거리

### 제1기 다크 킹덤
도쿄의 주번 중학교에 다니는 주인공 츠키노 우사기는, 울보에 덤벙대지만 누구보다 밝은 성격을 지닌 중학교 2학년 소녀이다. 어느 날, 인간의 말을 하는 신비한 검은 고양이 루나와 만난 우사기는, 사랑과 정의의 세라복 미소녀 전사 세일러문으로 변신하여, 사람들의 에너지를 빼앗는 '다크 킹덤'의 요마들과 싸우게 된다.
낯선 전투에 익숙지 않아 고전하던 우사기였지만, 마찬가지로 세일러 전사로 변신하는 IQ 300의 천재 소녀 미즈노 아미 / 세일러 머큐리, 히카와 신사의 영감 소녀 히노 레이 / 세일러 마스, 전학 온 괴력 소녀 키노 마코토 / 세일러 주피터, 정의의 아군 세일러 V의 정체인 아이노 미나코 / 세일러 비너스 등이 차례로 모이면서, 요마 퇴치가 순조롭게 진행되기 시작한다.
세일러 전사들은 루나로부터 “전설의 보물 환상의 은수정과 달의 프린세스를 찾아내어, 다크 킹덤으로부터 지켜야 한다”는 명령을 받는다. 과연 달의 프린세스는 누구이며, 세일러문을 지켜보듯 등장하는 수수께끼의 신사 턱시도 가면의 목적은 무엇일까? 그리고 세일러 전사들과 다크 킹덤의 싸움은 어떤 결말을 맞이할 것인가? 그 모든 수수께끼의 열쇠는, 우사기 일행의 전생의 기억에 숨겨져 있다.

### 제2기 블랙・문 편
다크 킹덤과의 싸움이 끝난 후, 우사기와 턱시도 가면의 정체인 치바 마모루는 전생의 인연을 넘어 연인 관계로 발전한다. 어느 날 데이트를 하던 두 사람 앞에, 하늘에서 갑자기 한 소녀가 떨어진다. 그녀는 자신의 이름을 츠키노 우사기라고 밝히며, 우사기의 사촌이라는 명목으로 치비우사라는 애칭과 함께 츠키노 가에 함께 살게 된다.
하지만 치비우사는 생기발랄하면서도 건방진 태도로 우사기를 곤란하게 만들고, 동시에 수상한 목적을 가지고 환상의 은수정을 찾고 있었다.
그때, 새로운 적인 블랙 문 일족(Black Moon Clan)이 우사기 일행이 사는 주번가에 모습을 드러낸다. 그들은 태양계 제10행성 네메시스(ネメシス)를 거점으로 하는 미래의 인류로, 미래에서 도망쳐 온 치비우사를 없애고 과거의 지구를 정복해 역사를 바꾸려는 목적을 가지고 있었다.
우사기 일행은 과거와 미래를 잇는 시공의 문을 지키는 전사 세일러 플루토의 힘을 빌려, 미래의 세계로 향하게 된다. 그곳에서 우사기와 마모루는 치비우사가 바로 미래의 자신들 사이에서 태어난 딸이라는 충격적인 진실을 알게 된다. 또한 미래의 우사기는 네오 퀸 세레니티, 마모루는 킹 엔디미온으로서, 새로운 수도 크리스탈 토쿄(Crystal Tokyo)를 이끌고 있었다.
그러나 치비우사는 블랙 문 일족의 수장 와이즈맨(Wiseman)의 세뇌에 의해 블랙 레이디(Black Lady)로 각성하게 되고, 적의 편으로 돌아서게 된다. 우사기와 전사들은 위기에 빠진 미래의 지구를 구하고, 치비우사를 되찾기 위해 다시 싸움을 시작한다.

### 제3기 데스・버스터즈 편
파라오90를 숭배하는 미친과학자 토모에 소이치와 카오리 나이트, 그리고 그녀의 부하들 위치스5로 구성된 복잡한 형식의 악당들을
등장시키기 시작한 시즌이기도 하며 외행성전사의 첫 등장 시즌이다. 세일러 우라누스, 넵튠 그리고 전작에 전사들을 구하기 위해 금기를 어겨 죽었던 플루토가 여대생 메이오 세츠나로
환생하여 등장하고, 파멸의 전사 새턴이 등장한다.
세일러 새턴이 등장하면 파멸을 불러오고, 모든것을 "무"의 상태로 되돌리고 자신도 죽기 때문에 외행성 3인방은 그녀를 두려워한다.
토모에 호타루는 아버지 토모에 소이치가 심어둔 자신 안에 있는 파라오90을 억제하지 못하고
방출시키고 파멸을 불러옴과 동시에 각성하여 세일러 새턴이 되어 스스로 플루토에게 부탁하여 열어둔 차원의 문을 통해 모두에게 환한 미소를 보이며 증발한다.
그러나, 모두가 파멸의 전사인 줄만 알았던 새턴은 사실 파멸과 탄생의 전사였으며 갓난아기가 되어 외행성 3인방과 함께 길을 떠나고 시즌은 막을 내린다.블랙 문 일족과의 전투가 끝난 후, 우사기 일행은 평화로운 일상을 되찾는다. 그러나 마모루와 레이는 세계가 멸망하는 불길한 예지몽을 꾸기 시작하고, 곧 사립학교 무한학원에서 학생들이 괴물에게 습격당하는 사건이 발생한다.
우사기와 친구들은 조사를 위해 무한학원에 접근하고, 그곳에서 고등부에 다니는 천재 레이서 텐오 하루카와 미모의 바이올리니스트 카이오 미치루를 만나게 된다. 한편, 치비우사는 세일러 치비문(Sailor Chibi Moon)으로 변신할 수 있는 힘을 얻고, 무한학원의 이사장인 토모에 소이치 교수의 딸 토모에 호타루와 친구가 된다.
하루카와 미치루는 각각 세일러 우라누스, 세일러 넵튠으로 변신하며, 무한학원을 거점으로 활동하는 새로운 적 데스 버스터즈를 조사하기 위해 잠입해 있었다. 이어서, 대학생으로 환생한 세일러 플루토(메이오 세츠나)도 등장하며, 외부 태양계 세일러 전사들이 다시 모인다.
세일러 우라누스, 넵튠, 플루토가 소유한 강력한 무기인 세 개의 탈리스만이 모였을 때, 전설의 성배(聖杯)가 나타나고, 우사기와 치비우사는 그 힘으로 슈퍼 세일러 전사로 한 단계 성장한다.
그러던 중, 우사기 일행은 충격적인 사실을 알게 된다. 호타루는 단순한 소녀가 아니라, 세계의 종말과 재생을 관장하는 전사의 환생체, 바로 세일러 새턴(Sailor Saturn)이라는 것이다. 우라누스, 넵튠, 플루토는 새턴이 각성하면 세계가 멸망할 것을 우려해, 호타루가 각성하기 전에 제거하려 한다.
한편 데스 버스터즈는 호타루를 그들의 파멸적인 계획에 이용하려 하며, 전투는 우사기 일행에게 큰 선택과 희생을 요구하게 된다. 세일러 새턴이 각성할지, 그리고 세일러 전사들은 세계를 지켜낼 수 있을지―우사기와 동료들의 결의가 시험대에 오르게 된다.

### 제4기 데드・문 편
치비우사는 미래로 돌아갈 준비를 시작하고, 우사기와 친구들은 고등학교 입시에 성공하여 각자의 꿈을 향한 새로운 생활을 시작하려는 시기를 맞이한다.
그러던 어느 날, 일본에서는 21세기 최대의 개기일식이 관측된다. 태양이 점점 가려지기 시작하던 순간, 우사기, 치비우사, 마모루 앞에 페가수스가 나타나 도움을 요청하고는 흔적 없이 사라진다. 마침내 신월(新月)이 태양을 완전히 가리고 도쿄가 어둠에 잠기자, "데드 문 서커스단"이라는 이름의 수상한 비행선이 모습을 드러낸다. 서커스단이 찾아온 주번가는 축제 분위기로 들뜨지만, 우사기 일행은 그들이 수상하다고 느끼고 경계한다. 그러던 중, 마모루가 정체불명의 병으로 쓰러지고 만다.
한편, 치비우사는 이유를 알 수 없는 힘에 의해 미래로 돌아갈 수 없게 되고, 꿈속에서 소년으로 변신한 페가수스, 엘리오스(エリオス)를 만나게 된다. 엘리오스는 지구 왕국에 전해지는 "골든 크리스탈"을 해방하여 지구의 성지 엘리시온(Elysion)을 구할 "선택받은 소녀"를 찾고 있으며, 치비우사에게 종 모양의 아이템 크리스탈 캐리용(クリスタル・カリヨン)을 건네준다.
데드 문과의 본격적인 전투가 시작되자, 세일러 전사들은 슈퍼 세일러 전사로 한층 더 강화된 변신 능력을 얻게 된다.
한편, 데스 버스터즈와의 전투 이후 자취를 감췄던 하루카(세일러 우라누스), 미치루(세일러 넵튠), 세츠나(세일러 플루토)는 환생한 호타루(세일러 새턴)를 조용히 키우고 있었다. 그러나 우사기와 마모루의 위기를 감지한 호타루는 세일러 새턴으로 다시 각성하고, 이들과 함께 다시 전장으로 돌아온다.
이로써 외부 태양계 세일러 전사들까지 합류하며, 세일러 전사 전원은 새로운 형태의 파워업과 연대를 통해 데드 문과의 싸움에 맞선다. 그리고 페가수스가 찾는 "선택된 소녀"의 정체와, 골든 크리스탈에 얽힌 운명의 퍼즐이 하나둘씩 맞춰져 가기 시작한다.

### 제5기 세일러 스타즈 편
꿈과 희망에 부풀어 고등학교 생활을 만끽하던 우사기 일행. 우사기는 하버드 대학 유학을 위해 미국으로 떠나는 마모루를 배웅하지만, 그 순간 정체불명의 여성에게 습격당한 마모루가 눈앞에서 사라지고, 우사기는 충격으로 인해 일부 기억을 잃는다. 그녀는 마모루가 무사히 미국으로 떠났다고 착각한 채 일상을 보내게 된다.
어느 날, 우사기와 친구들은 미치루가 출연하는 라이브 콘서트에 참석하고, 그곳에서 인기 아이돌 그룹 "스리 라이츠(Three Lights)"와 마주친다. 그러나 갑작스럽게, 세일러 전사들을 노리는 새로운 적 섀도우 갤럭티카(Shadow Galactica)가 나타나고, 그들의 습격으로 전사들이 하나둘씩 쓰러지기 시작한다.
한편, 정체불명의 세 명의 세일러 전사, 세일러 스타라이츠(Sailor Starlights)와 작고 수수께끼 같은 소녀 "치비치비"도 등장한다. 스타라이츠는 자신들이 모시는 화구황녀(火球皇女)를 지키기 위해 우사기와 힘을 합친다.
섀도우 갤럭티카는 우주의 모든 세일러 전사로부터 그들의 정수인 세일러 크리스탈(Sailor Crystal)을 빼앗아 소멸시키고 있었고, 우사기는 동료들이 차례로 사라지는 가운데, 마모루가 사라졌던 진실을 되찾게 된다. 그리고 세일러 스타라이츠, 화구황녀, 치비치비와 함께, 적의 본거지인 갤럭시 콜드론(Galaxy Cauldron)에 있는 갤럭티카 팰리스로 향한다.
섀도우 갤럭티카와의 결전에서, 치비치비를 제외한 모든 동료를 잃은 우사기는 깊은 슬픔 속에서도 싸움을 멈추지 않는다. 그때, 미래에서 치비우사와 세일러 콰르텟(Sailor Quartet)이 도착하며 그녀를 다시 일으켜 세운다.
결국, 치비치비의 숨겨진 정체가 드러나고, 싸움은 은하 전체의 미래와 운명을 건 최종 결전으로 이어지게 된다. 우사기는 사랑, 상실, 재생을 모두 마주하며, 지금까지 중 가장 가혹한 운명을 받아들이고, 진정한 세일러 문으로서의 마지막 싸움에 나서게 된다.

## 등장인물
츠키노 우사기(한국명 세라)
쥬반 중학교 3학년 여학생으로 주책없이 덜렁대는 성격. 아빠는 유일하게 세라가 세상에서 제일 사랑스럽다고 함. 14살 때 우연히 만났던 고양이 루나에 의해 세일러문으로 변신하게 되면서 지구의 평화를 위협하는 우주의 무법자들을 응징하는 정의의 세일러 여전사.
미즈노 아미(한국명 세일러 머큐리)
IQ 300의 두뇌를 자랑하는 차분하고 성실한 성격의 소녀. 풍부한 지식과 이성적인 판단력으로 세일러 팀에서 브레인을 담당한다.
히노 레이(한국명 비키·이화아)
당당한 성격의 영적 감이 뛰어난 소녀로 검고 긴 생머리가 특징이다. 타고난 강한 영감을 가지고 있어 앞으로 다가오는 위기를 예측할 수 있으며, 불의 힘을 이용한 운세나 주술이 특기다.
키노 마코토(한국명 세일러 주피터)
쥬반 중학교로 전학 온 괴력 소녀. 이전 학교에서 심각한 사고를 저질러 쫓겨났다는 소문 때문에 다른 학생들은 그녀를 외면하지만 세라만은 먼저 마음을 열고 다가와 친해졌다. 세일러 쥬피터로 변신하면서 다른 세일러 전사들하고도 친해지게 된다.
아이노 미나코(한국명 세일러 비너스)
가장 마지막에 나타났지만 실제로는 제일 먼저 활동하고 있던 세일러 전사. 침착하고 지적인 면모도 있는 반면 동시에 말괄량이 기질도 가지고 있다.
치바 마모루(한국명 레온)
우사기의 연인. 턱시도 가면으로 변신해 세일러 전사들을 도와준다.
치비우사(한국명 꼬마 세라)
우사기의 딸. 블랙 문에 의해 파괴된 미래를 복구하기 위해 환상의 은수정을 이용하기도 했던 대범한 성격의 소유자.
텐오 하루카(한국명 테리)
남장미인의 고교생. 세일러 우라누스로 변신한다.
카이오 미치루(한국명 모니카)
바이올린 연주가 특기인 우아한 재녀. 세일러 넵튠으로 변신한다.
메이오 세츠나(한국명 이사벨)
대학생으로 세일러 팀의 최연장자. 세일러 플루토로 변신한다.
토모에 호타루(한국명 코코·보나)
몸이 약한 초등학교 6학년 소녀. 세일러 새턴으로 변신한다.
루나
이마에 초승달 모양이 새긴 암컷 검은 고양이. 세일러 문의 파트너. ('루나'라는 단어는 달의 여신이라는 뜻이기도 하다.)
아르테미스
이마에 초승달 모양이 새긴 수컷 흰 고양이. 세일러 비너스의 파트너.
다이아나
이마에 초승달 모양이 새긴 암컷 회색 고양이. 루나와 아르테미스의 사이에서 태어난 아기 고양이. (달의 여신인 '아르테미스'의 영어식 이름이다.)

## 번외편

### 코드 네임은 세일러 V
세일러문이 연재되기 전에, 세일러문이 연재된 잡지 나카요시의 자매지 룬룬에서 먼저 연재된 코드 네임은 세일러 V는 세일러문의 모체가 되었다고 일컫는다. 세일러문 만화의 본편에서는 처음부터 '세일러 V'가 등장하며, 이후 세일러 비너스로서 세일러 전사에 합류한다. 원래는 이 쪽이 애니메이션화될 예정이었으나 상표 저작권의 문제로 인해 기획이 바뀌어서 만들어진 것이 '미소녀전사 세일러문'이다.

### 카구야히메(공주)의 연인
고양이 루나가 주인공인 외전이며, 1994년의 극장판 '미소녀전사 세일러문 S 카구야히메의 연인'의 원작으로서 동시에 집필되었다. 만화책 11권에 수록되어 있다.

### 수험전쟁편 (아미짱의 첫사랑)
본편 주인공인 츠키노 우사기 외의 세일러 전사인 미즈노 아미, 키노 마코토, 히노 레이, 아이노 미나코 각각을 주인공으로 하여 외전격의 연작 단편으로 〈룬룬〉지에 단기 연재되었다. 작품 내용이 모두 고등학교 수험에 관련된 스토리라 이와 같이 묶는다. 내용은 '마코쨩의 우울(5월호 게재)', '아미쨩의 첫사랑(7월호 게재)', '레이와 미나코의 여학교 배틀(11월호 게재)'의 3편. 구판 단행본 13권에 수록되어 있다. 또한 미즈노 아미의 인기에 편승한 '아미쨩의 첫사랑'은 발표된 해에 극장 애니메이션으로 만들어져, 일본 전국에서 개봉한 토에이 극장판 애니메이션 세일러문SS와 동시 상영작으로서 공개되었다.

## 미디어 믹스 전개
애니메이션(TV 애니메이션, 극장판 애니메이션)

게임

뮤지컬

TV 드라마

카세트 컬렉션

## 원작 제목
| 수록권                    | 화수                | 서브타이틀                                                 | 게재                                   |                     |                     |                     |
| 제1기 다크・킹덤 편       | 제1기 다크・킹덤 편 | 제1기 다크・킹덤 편                                        | 제1기 다크・킹덤 편                    | 제1기 다크・킹덤 편 | 제1기 다크・킹덤 편 | 제1기 다크・킹덤 편 |
| ------------------------- | ------------------- | ---------------------------------------------------------- | -------------------------------------- | ------------------- | ------------------- | ------------------- |
| 1                         | Act1                | うさぎ—SAILORMOON                                          | 1992년 2월호                           |                     |                     |                     |
| 1                         | Act2                | 亜美—SAILORMERCURY                                         | 1992년 3월호                           |                     |                     |                     |
| 1                         | Act3                | レイ—SAILORMARS                                            | 1992년 4월호                           |                     |                     |                     |
| 1                         | Act4                | Masquerade—仮面舞踏会                                      | 1992년 5월호                           |                     |                     |                     |
| 1                         | Act5                | まこと—SAILORJUPITER                                       | 1992년 6월호                           |                     |                     |                     |
| 2                         | Act6                | タキシード仮面—TUXEDO MASK                                 | 1992년 7월호                           |                     |                     |                     |
| 2                         | Act7                | 地場衛—TUXEDO MASK                                         | 1992년 8월호                           |                     |                     |                     |
| 2                         | Act8                | 美奈子—SAILOR V                                            | 1992년 9월호                           |                     |                     |                     |
| 2                         | Act9                | セレニティ—PRINCESS                                        | 1992년 10월호                          |                     |                     |                     |
| 3                         | Act10               | MOON—月                                                    | 1992년 11월호                          |                     |                     |                     |
| 3                         | Act11               | 再会—ENDYMION                                              | 1992년 12월호 1993년 1월호             |                     |                     |                     |
| 3                         | Act12               | 決戦—REINCARNATION                                         | 1993년 2월호                           |                     |                     |                     |
| 4                         | Act13               | 終結そして始まり—Petit etranger                            | 1993년 3월호                           |                     |                     |                     |
| 제2기 블랙・문 편         |                     |                                                            |                                        |                     |                     |                     |
| 4                         | Act14               | ブラック・ムーン・コーアン—SAILOR MARS                     | 1993년 4월호                           |                     |                     |                     |
| 4                         | Act15               | ブラック・ムーン・ベルチェ—SAILOR MERCURY                  | 1993년 5월호                           |                     |                     |                     |
| 4                         | Act16               | ブラック・ムーン・ペッツ—SAILOR JUPITER                    | 1993년 6월호                           |                     |                     |                     |
| 5                         | Act17               | ブラックムーン・カラベラス—SAILOR VENUS                    | 1993년 7월호                           |                     |                     |                     |
| 5                         | Act18               | タイムワープ—SAILORPLUTO                                   | 1993년 8월호                           |                     |                     |                     |
| 5                         | Act19               | クリスタルトーキョー—KING ENDYMION                         | 1993년 9월호                           |                     |                     |                     |
| 6                         | Act20               | ネメシス—錯綜                                              | 1993년 10월호 1993년 11월호            |                     |                     |                     |
| 6                         | Act21               | ネメシス—暗躍                                              | 1993년 12월호                          |                     |                     |                     |
| 6                         | Act22               | 攻撃—BLACK LADY                                            | 1994년 1월호                           |                     |                     |                     |
| 7                         | Act23               | 再生—NEVER ENDING                                          | 1994년 2월호 1994년 3월호              |                     |                     |                     |
| 제3기 데스・버스터즈 편   |                     |                                                            |                                        |                     |                     |                     |
| 7                         | Act24               | 無限1—予感                                                 | 1994년 3월호 부록                      |                     |                     |                     |
| 8                         | Act25               | 無限2—波紋                                                 | 1994년 4월호                           |                     |                     |                     |
| 8                         | Act26               | 無限3—2人〜ニューソルジャーズ                              | 1994년 5월호                           |                     |                     |                     |
| 8                         | Act27               | 無限4—SAILOR URANUS－天王はるか SAILOR NEPTUNE－海王みちる | 1994년 6월호                           |                     |                     |                     |
| 8                         | Act28               | 無限5—SAILOR PLUTO－冥王せつな                             | 1994년 7월호                           |                     |                     |                     |
| 9                         | Act29               | 無限6—3戦士                                                | 1994년 8월호                           |                     |                     |                     |
| 9                         | Act30               | 無限7—変身〜SUPER SAILORMOON                               | 1994년 9월호                           |                     |                     |                     |
| 9                         | Act31               | 無限8—「無限迷宮」1                                        | 1994년 10월호                          |                     |                     |                     |
| 9                         | Act32               | 無限9—「無限迷宮」2                                        | 1994년 11월호                          |                     |                     |                     |
| 10                        | Act33               | 無限10—∞「無限大」                                         | 1995년 1월호 1995년 2월호 1995년 3월호 |                     |                     |                     |
| 제4기 데드・문 편         |                     |                                                            |                                        |                     |                     |                     |
| 12                        | Act34               | 夢1—日食ドリーム                                           | 1995년 4월호                           |                     |                     |                     |
| 12                        | Act35               | 夢2—マーキュリー・ドリーム                                 | 1995년 5월호                           |                     |                     |                     |
| 12                        | Act36               | 夢3—マーズ・ドリーム                                       | 1995년 6월호                           |                     |                     |                     |
| 13                        | Act37               | 夢4—ジュピター・ドリーム                                   | 1995년 7월호                           |                     |                     |                     |
| 13                        | Act38               | 夢5—ヴィーナス・ドリーム                                   | 1995년 8월호                           |                     |                     |                     |
| 13                        | Act39               | 夢6—ニュー・ソルジャー・ドリーム                           | 1995년 9월호 1995년 10월호             |                     |                     |                     |
| 14                        | Act40               | 夢7—エリュシオン・ドリーム                                 | 1995년 12월호                          |                     |                     |                     |
| 15                        | Act41               | 夢8—デッド・ムーン・ドリーム                               | 1996년 1월호 1996년 2월호              |                     |                     |                     |
| 15                        | Act42               | 夢9—アース・アンド・ムーン・ドリーム                       | 1996년 3월호                           |                     |                     |                     |
| 제5기 섀도우・갤럭티카 편 |                     |                                                            |                                        |                     |                     |                     |
| 16                        | Act43               | スターズ1                                                  | 1996년 4월호                           |                     |                     |                     |
| 16                        | Act44               | スターズ2                                                  | 1996년 5월호                           |                     |                     |                     |
| 16                        | Act45               | スターズ3                                                  | 1996년 6월호 1996년 7월호              |                     |                     |                     |
| 17                        | Act46               | スターズ4                                                  | 1996년 9월호                           |                     |                     |                     |
| 17                        | Act47               | スターズ5                                                  | 1996년 10월호                          |                     |                     |                     |
| 17                        | Act48               | スターズ6                                                  | 1996년 11월호                          |                     |                     |                     |
| 18                        | Act49               | スターズ7                                                  | 1996년 12월호                          |                     |                     |                     |
| 18                        | Act50               | スターズ8                                                  | 1997년 1월호                           |                     |                     |                     |
| 18                        | Act51               | スターズ9                                                  | 1996년 2월호                           |                     |                     |                     |
| 18                        | Act52               | スターズ10                                                 | 1996년 3월호                           |                     |                     |                     |

## 신장판 제목
| 수록권                | 화수  | 서브타이틀                                                  |      |      |      |      |
| 본편                  | 본편  | 본편                                                        | 본편 | 본편 | 본편 | 본편 |
| --------------------- | ----- | ----------------------------------------------------------- | ---- | ---- | ---- | ---- |
| 1                     | Act1  | うさぎ—SAILORMOON                                           |      |      |      |      |
| 1                     | Act2  | 亜美—SAILORMERCURY                                          |      |      |      |      |
| 1                     | Act3  | レイ—SAILORMARS                                             |      |      |      |      |
| 1                     | Act4  | 仮面舞踏会—Masquerade                                       |      |      |      |      |
| 1                     | Act5  | まこと—SAILORJUPITER                                        |      |      |      |      |
| 1                     | Act6  | タキシード仮面—TUXEDO MASK                                  |      |      |      |      |
| 2                     | Act7  | 地場衛—TUXEDO MASK                                          |      |      |      |      |
| 2                     | Act8  | 美奈子—SAILOR V                                             |      |      |      |      |
| 2                     | Act9  | セレニテイ—PRINCESS                                         |      |      |      |      |
| 2                     | Act10 | 月—MOON                                                     |      |      |      |      |
| 2                     | Act11 | 再会—ENDYMION                                               |      |      |      |      |
| 3                     | Act12 | 敵—QUEEN METARIA                                            |      |      |      |      |
| 3                     | Act13 | 決戦—REINCARNATION                                          |      |      |      |      |
| 3                     | Act14 | 終結 そして 始まり—PETIT ETRANGER                           |      |      |      |      |
| 3                     | Act15 | 浸入—SAILOR MARS                                            |      |      |      |      |
| 3                     | Act16 | 誘拐—SAILOR MERCURY                                         |      |      |      |      |
| 4                     | Act17 | 秘密—SAILOR JUPITER                                         |      |      |      |      |
| 4                     | Act18 | 侵略—SAILOR VENUS                                           |      |      |      |      |
| 4                     | Act19 | タイム・ワープ—SAILOR PLUTO                                 |      |      |      |      |
| 4                     | Act20 | クリスタル・トーキョー—KING ENDYMION                        |      |      |      |      |
| 4                     | Act21 | 錯綜—NEMESIS                                                |      |      |      |      |
| 5                     | Act22 | 思惑—NEMESIS                                                |      |      |      |      |
| 5                     | Act23 | 暗躍—WISEMAN                                                |      |      |      |      |
| 5                     | Act24 | 攻撃—BLACK LADY                                             |      |      |      |      |
| 5                     | Act25 | 対決—DEATH FANTOM                                           |      |      |      |      |
| 5                     | Act26 | 再生—NEVER ENDING                                           |      |      |      |      |
| 6                     | Act27 | 無限1—予感                                                  |      |      |      |      |
| 6                     | Act28 | 無限2—波紋                                                  |      |      |      |      |
| 6                     | Act29 | 無限3—2人 NEW SOLDIERS                                      |      |      |      |      |
| 6                     | Act30 | 無限4—SAILOR URANUS 天王はるか SAILOR NEPTUNE 海王みちる    |      |      |      |      |
| 7                     | Act31 | 無限5—SAILOR PLUTO 冥王せつな                               |      |      |      |      |
| 7                     | Act32 | 無限6—3戦士                                                 |      |      |      |      |
| 7                     | Act33 | 無限7—変身 SUPER SAILORMOON                                 |      |      |      |      |
| 7                     | Act34 | 無限8—「無限迷宮」1                                         |      |      |      |      |
| 7                     | Act35 | 無限9—「無限迷宮」2                                         |      |      |      |      |
| 8                     | Act36 | 無限10—無限大―上空                                          |      |      |      |      |
| 8                     | Act37 | 無限11—無限大―審判                                          |      |      |      |      |
| 8                     | Act38 | 無限12—無限大―旅立ち                                        |      |      |      |      |
| 8                     | Act39 | 夢1—日食ドリーム                                            |      |      |      |      |
| 9                     | Act40 | 夢2—マーキュリー・ドリーム                                  |      |      |      |      |
| 9                     | Act41 | 夢3—マーズ・ドリーム                                        |      |      |      |      |
| 9                     | Act42 | 夢4—ジュピター・ドリーム                                    |      |      |      |      |
| 9                     | Act43 | 夢5—ヴィーナス・ドリーム                                    |      |      |      |      |
| 9                     | Act44 | 夢6—ニュー・ソルジャー・ドリーム                            |      |      |      |      |
| 10                    | Act45 | 夢7—ミラー・ドリーム                                        |      |      |      |      |
| 10                    | Act46 | 夢8—エリュシオン・ドリーム                                  |      |      |      |      |
| 10                    | Act47 | 夢9—ムーン・ドリーム                                        |      |      |      |      |
| 10                    | Act48 | 夢10—プリンセス・ドリーム                                   |      |      |      |      |
| 10                    | Act49 | 夢11—アースアンドムーン・ドリーム                           |      |      |      |      |
| 11                    | Act50 | スターズ1                                                   |      |      |      |      |
| 11                    | Act51 | スターズ2                                                   |      |      |      |      |
| 11                    | Act52 | スターズ3                                                   |      |      |      |      |
| 11                    | Act53 | スターズ4                                                   |      |      |      |      |
| 11                    | Act54 | スターズ5                                                   |      |      |      |      |
| 12                    | Act55 | スターズ6                                                   |      |      |      |      |
| 12                    | Act56 | スターズ7                                                   |      |      |      |      |
| 12                    | Act57 | スターズ8                                                   |      |      |      |      |
| 12                    | Act58 | スターズ9                                                   |      |      |      |      |
| 12                    | Act59 | スターズ10                                                  |      |      |      |      |
| 12                    | Act60 | スターズ11                                                  |      |      |      |      |
| 쇼트 스토리즈[단편집] |       |                                                             |      |      |      |      |
| 1                     | 第1話 | [ちびうさ絵日記] 転校生にご用心!                            |      |      |      |      |
| 1                     | 第2話 | [ちびうさ絵日記] 七夕にご用心!                              |      |      |      |      |
| 1                     | 第3話 | [ちびうさ絵日記] 虫歯にご用心!                              |      |      |      |      |
| 1                     | 第1話 | [受験戦争編] まこちゃんのユーウツ                           |      |      |      |      |
| 1                     | 第2話 | [受験戦争編] 亜美ちゃんの初恋                               |      |      |      |      |
| 1                     | 第3話 | [受験戦争編] レイと美奈子の女子高バトル!?                   |      |      |      |      |
| 1                     | -     | [美少女戦士セーラームーン番外編] ヒミツのハンマープライス堂 |      |      |      |      |
| 2                     | -     | かぐや姫の恋人                                              |      |      |      |      |
| 2                     | -     | カサブランカ・メモリー                                      |      |      |      |      |
| 2                     | -     | ぱられる せぇらぁむ〜ん                                     |      |      |      |      |

## 크레용 신짱과의 관계
애니메이션 『크레용 신짱(짱구는 못말려)(クレヨンしんちゃん)』는 『미소녀전사 세일러문』과 마찬가지로 TV 아사히 계열에서 방영되었으며, 다음과 같은 관계를 가지고 있다.
- 1993년 3월 3일 방영된 『하루이찌방! 일본 제일의 아니메 축제(春一番!日本一のアニメ祭り)』에서 츠키노 우사기와 노하라 신노스케(짱구)가 만난 적이 있다. 이때 츠키노 우사기, 노하라 신노스케, 도라에몽, 아라이와 카즈미, 파푸와 등의 캐릭터들이 도시락을 먹으며 꽃구경을 했다.
- 그 후 1994년 8월 8일 『크레용 신짱』액션가면과 재회라구(アクション仮面に再会だゾ) 편에 세일러 므훈~(성우:아라키 카에), 세일러 이양~(성우:히사카와 아야), 세일러 바깡~(성우:시노하라 에미)과 『미소녀군단 세일러 므훈~H』의 감독인 이토 카즈히코가 등장했다. 이는 아래의 세일러문 방송에 대한 답례로 만든 것이라고 한다. 이는 두 작품의 감독을 맡은 혼고 미츠루와 사토 준이치가 서로 친한 사이였고, TV 아사히의 오오타 켄지 프로듀서가 크레용 신짱과 세일러문을 동시에 담당했기에 실현 가능한 패러디였다.
- 또한 1994년 8월 20일 방영된 104화에 치비우사 앞에서 "나우만 코끼리 씨~♪(ナウマンぞうさ〜ん♪)"라고 말하며 바지를 내리는 초등학생 신노스케(성우:야지마 아키코)와 그를 "집에 가서 혼내줄거야!"라고 꾸짖는 미사에(짱구 엄마)(성우:나라하시 미키)가 등장했다. 원래 이 편이 먼저 방영될 예정이었는데 프로야구 중계 때문에 나중으로 미뤄졌다. 이 초등학생은 짱구 인형을 떨어뜨리면서 치비우사를 만나게 되지만, 짱구와는 전혀 닮지 않은 미소년이다. 또한 야지마는 이 편에서 우사기와 치비우사에게 차를 대접하고, 나중에 전투에 말려들게 되는 다도 가문의 당주 타마사부로(역시 미소년) 역으로도 출연하여 목소리 톤이 높고 섬세한 소년을 연기했다. 그리고 이 편에서 적으로 나오는 다이몬 '차가마'는 나라하시 미키가 연기했다. 마지막에 세일러문 전사가 싸우는 모습을 보고 첫눈에 반한 타마사부로가 세일러문 코스프레를 하고 대사를 흉내내는 장면으로 이야기는 막을 내린다.

- 그 밖에도 미츠이시 코토노(세일러문 성우)와 토미자와 미치에(세일러 마스 성우)는 신노스케가 다니는 유치원 선생을 연기하고 있다. (미츠이시의 경우 아게오 마스미(차은주), 토미자와의 경우 마츠자카 우메(나미리)를 맡고 있다.) 극장판 영화 『짱구는 못말려 - 어른제국의 역습(クレヨンしんちゃん 嵐を呼ぶ モーレツ!オトナ帝国の逆襲)』에서는 이들이 세일러 전사풍 코스프레를 즐기는 모습도 보여줬다. 또한 등장인물 중 하나인 후카즈메 류코(붉은 전갈대 대장)는 세일러 문(므훈)의 팬이다.

## 일화
- 작중에서 히노 레이가 무녀로 일했던 히카와(火川) 신사 배례전은 아자부주반에 실제로 있는 히카와(氷川) 신사의 배례전과 외관상 거의 비슷하다(특히 애니메이션판). 때문에 세일러문 붐이 한창일 때 수많은 팬들이 히카와(氷川) 신사를 ‘성지’로 여기고 참배하러 가서 부적과 점괘가 불티나게 팔리고 새전도 늘어났다. 붐이 가라앉은 지금도 열성 팬들은 가끔 참배하러 간다고 한다. 또한 히카와(火川) 신사의 배례전이 히카와(氷川) 신사와 닮은 이유는 원작자 타케우치 나오코가 학창 시절 아자부주반 변두리에 거주했기 때문이라고 한다.
- 그 밖에 아자부주반에는 작중에 나오는 상점가 입구, 이치노하시 공원, 크라운 게임 센터(실제로는 파칭코 가게였는데, 폐점되고 현재 맥도날드가 들어섰다) 등 곳곳에 세일러문의 배경이 된 거리가 있다.
- 애니메이션 시리즈 감독을 맡은 이쿠하라 쿠니히코는 2000년 7월 23일 마쿠하리 멧세에서 열린 도쿄 캐릭터 쇼 2000, 카도가와 쇼텐 부스에서 열린 저서 ‘Schell Bullet’(나가노 마모루와 공저)의 토크쇼에서 나가노와 함께 세일러 전사 코스프레(이쿠하라 : 세일러 마스, 나가노 : 세일러 비너스)를 하고 나타났다.